# Упи (город)
Упи — древний город в Месопотамии, известный из античных источников как Опис (лат. Opis, Akkadian Upî или Upija; древнегнеческий: Ὦπις), располагался на древнем русле Тигра, однако в точности до сих пор не локализован. Во времена Апиль-Сина (1830—1813 до н. э.) город был покорён Вавилонией, однако затем перешёл к Эшнунне. Восстановить власть над Упи удалось лишь Хаммурапи (1793—1750 до н. э.).
Существует предположение о тождестве города Упи с городом Акшак, упоминаемом в более древних текстах.

## История
Первые упоминания об Описе относятся к началу второго тысячелетия до нашей эры. В XIV веке до н.э., город стал административной столицей региона Вавилонии.
Вавилоняне вырыли "царский канал" между Евфратом и Тигром, который оканчивался недалеко от Описа. Вавилонский царь Навуходоносор II построил длинный вал между двумя реками для защиты против возможного мидийского вторжения, фортификационная линия простиралась на восток и заканчивалась недалеко от Описа 

### Персидское завоевание
В октябре 539 года до н.э., армия вавилонского царя Набонида (556-539 до н.э.) обороняла Опис от персидской армии под командованием Кира II Великого (559-530 до н.э.). Вавилоняне проиграли и местные жители восстали против их правительства. Больше Киру не оказывали сопротивления, и он взял Вавилон.
Опис находился недалеко от персидской Царской почтовой дороги, которая соединяла бывшую столицу государства Элам Сузы с центром ассирийской провинции Персии Арбелой и простиралась на запад до столицы Лидии Сард.

### Македонское завоевание
В сентябре 331 года до н.э., македонский царь Александр III Великий победил царя Персии Дария III в битве при Гавгамелах, и, возможно, Александр начал контролировать Опис в то же самое время, что и Вавилон.

#### Мятеж в Описе против Александра Македонского
Уже после окончательного разгрома Державы Ахеменидов и Индийского похода, против Александра вспыхнул бунт его македонских и греческих солдат в Описе. Причиной послужило решение царя отправить часть ветеранов, которые были непригодны к военной службе из-за возраста или полученных ранений, обратно в Македонию.
Замысел Александра был в том, чтобы заработавшие состояние воины, после возвращения на родину вызывали зависть, и другие македоняне желали отправиться в такое же опасное и трудное путешествие.
Однако персидские одеяния, в которых ходил македонский царь, обучение персов македонскому стилю ведения войны, а также внедрение иноземной кавалерии в гетайры породили мнения среди македонян, что Александр хочет заменить их персами, потому что он презирает македонян и принял персидскую культуру. Согласно Арриану, "Они не могли дальше молчать и все выкрикивали Александру уволить их со службы и взять его отца в поход" (под отцом они подрузумевали Амона).
Разгневанный от этой насмешки, Александр произнёс долгую обличительную речь про то, что его отец Филипп принял этих македонян как примитивных горцев и превратил их в одну из самых боеспособных армий. Македонский царь обвинял их в том, что они неблагодарны за то, что их сделали такими богатыми и могущественными. Затем он задержал зачинщиков бунта и казнил их.
Этот инцидент позволяет предположить, что македонцы не были в восторге от заявлений Александра о том, что он является сыном Бога. Также, это демонстрирует, что они не воспринимали их всерьёз, предложив продолжить завоевания с Амоном вместо них. Впрочем, ответная речь Александра, в которой он ссылается на Филиппа, позволяет предположить, что и сам Александр не верил в свою божественность, а использовал её для легитимизации своей власти .

### Эллинистический период
Селевк I Никатор (306-281 до н.э.), один из диадохов (наследников) Александра, основал Империю Селевкидов и построил свою месопотамскую столицу Селевкию с запада от реки Тигр, примерно 12 миль (19 км) юго-западнее Описа. Эллинистический город Селевкия быстро затмил более древние месопотамские центры, такие как Вавилон, Сиппар и Опис.

### Парфянское завоевание
Во втором веке до нашей эры, Парфянская империя завоевала восточные провинции государства Селевкидов, включая Селевкию и Опис. Оба города на этот раз затмил Ктесифон, столица парфян (впоследствии персов), который находился между Селевкией и Описом.